# 维恩效应
维恩效应（英語：Wien effect）是指在高电势梯度下，电解液的离子迁移率和电导率都会增大。这是马克斯·维恩从实验观察得出的效应，因而得名。
维恩第二效应（second Wien effect）是指，弱酸在高电场梯度下，其离解常数增大。但弱碱则不受影響。此效應同樣得名自马克斯·维恩。已有人用混合的强电解液检验维恩效应的正确性，结果表明，此效应成立。